# Guardia (Acireale)
Guardia is een plaats (frazione) in de Italiaanse gemeente Acireale.